# Singapore (piosenka)
Singapore – utwór muzyczny polskiego zespołu 2 plus 1 z 1979 roku.

## Informacje ogólne
Piosenkę napisali niemieccy autorzy Wolff-Ekkehardt Stein, Wolfgang Jass, Michael Holm i Rainer Pietsch, a wyprodukowali Holm oraz Pietsch. Utwór utrzymany został w stylu dyskotekowym i był odejściem od brzmienia popowo-folkowego, z jakiego zespół słynął w latach 70. Jest to jeden z najsłynniejszych, razem z „Easy Come, Easy Go”, zagraniczny przebój 2 plus 1. Był pierwszym singlem zespołu wydanym w Japonii, gdzie zdobył dużą popularność, docierając do 7 miejsca na liście Oricon. W 1981 roku powstał klip do tego utworu w ramach polskiego programu telewizyjnego Moje marzenia.

## Lista ścieżek
- Singel 7"[1][2]

A. „Singapore” – 3:54
B. „Easy Come, Easy Go” – 3:18

## Pozycje na listach
| Notowanie (1980) | Pozycja |
| ---------------- | ------- |
| Japonia (Oricon) | 7       |